# 디자인 서바이벌 K-Design
《디자인 서바이벌 K-Design》은 2013년에 MBC QueeN, MBC 드라마넷에서 방송된 디자이너 서바이벌 프로그램이다. 우승자는 1억 5000만원의 상금과 디자인 상용화의 기회를 얻게 되며, 2등과 3등은 각각 3000만원, 2000만원의 상금을 얻게 된다. 서류 심사를 통과한 100명이 본선에 진출했다.